# Walter Frederick Morrison

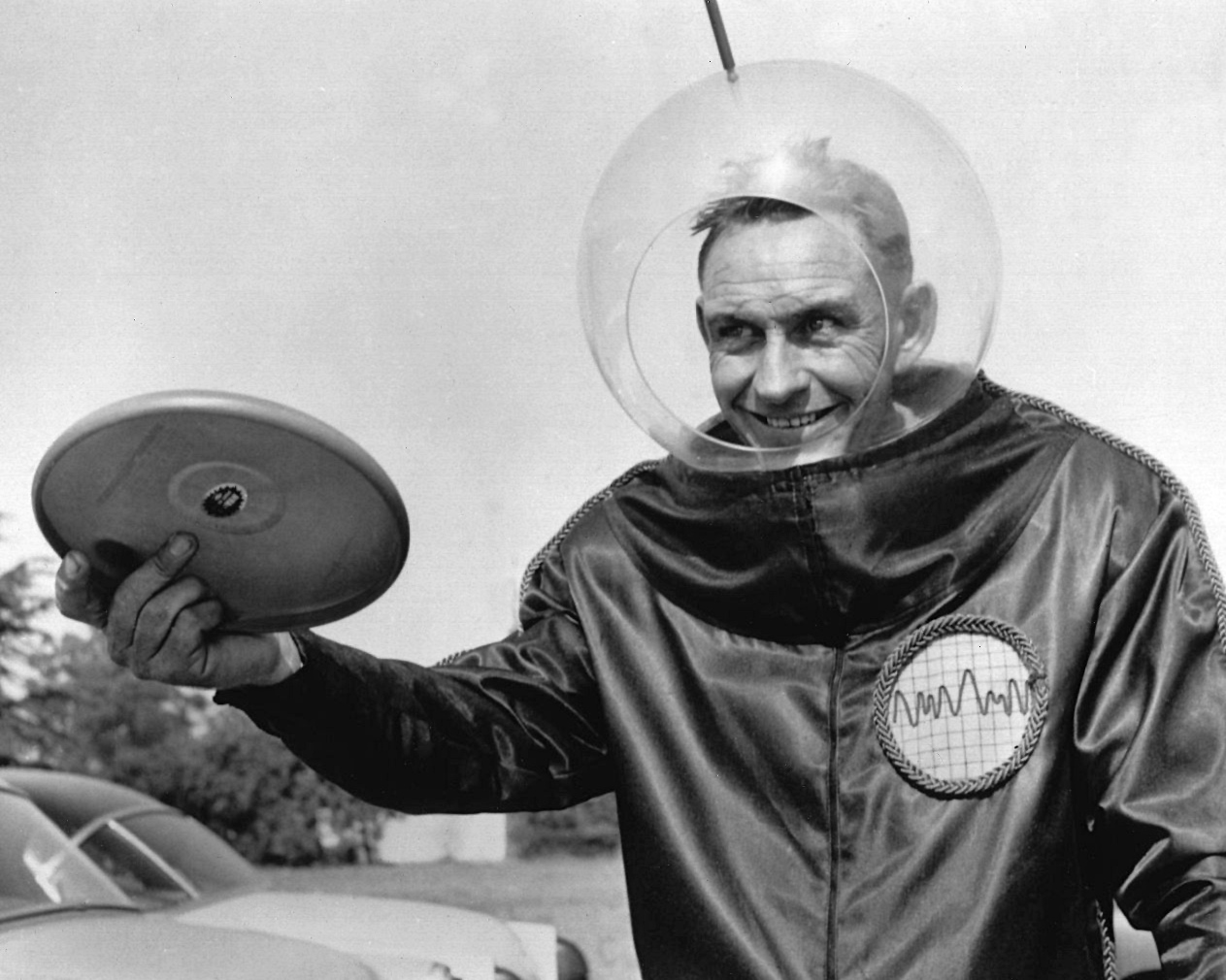
Morrison die zijn Pluto Platters promoot, voorloper van de frisbee, in de jaren 50

Walter Frederick "Fred" Morrison (Richfield (Utah), 23 januari 1920 – Monroe (Utah), 9 februari 2010) was een Amerikaans uitvinder en ondernemer, die door de uitvinding van de frisbee bekend is geworden.

## Levensloop
Morrison kwam op het idee van het vliegende speelgoed in 1937, toen hij met zijn toekomstige echtgenote Lu Nay met het ronde deksel van een popcornblik over en weer aan het gooien was. Het deksel ging snel kapot en ze ontdekten dat een bakblik van Frisbie Pie beter vloog en gemakkelijker in het gebruik was. Daarna begonnen Morrison en Lu een winkeltje in Santa Monica, waar ze – voor 25 cent per stuk – Flyin' Cake Pans, 'vliegende bakblikken' verkochten.
Tijdens de Tweede Wereldoorlog leerde hij de grondbeginselen van de aerodynamica beter kennen, toen hij boven Italië met P-47 Thunderbolts vloog. Hij werd neergeschoten en verbleef er 48 dagen als krijgsgevangene in Stalag 13.
In 1946 ontwikkelde hij de eerste vliegende schijf ('Whirlo-Way' genaamd) ter wereld. In 1948 leende de investeerder Warren Franscioni hem geld om zijn product in plastic te gieten. Vanwege de toenemende belangstelling voor vliegende schotels noemden ze het de 'Flyin-Saucer'. Morrison kocht in 1954 Saucers om ze op braderieën te verkopen, maar hij kwam erachter dat hij zijn schijven goedkoper zelf kon fabriceren. Samen met zijn echtgenote maakte hij de 'Pluto Platter', het archetype van alle moderne vliegende schijven. In 1957 verkocht hij de rechten van de Pluto Platter aan de speelgoedfirma Wham-O. Aanvankelijk werd de naam 'Pluto Platter' gebruikt, maar in 1958 werd de plastic schijf Frisbee genoemd, die nu een soortnaam is geworden.

## Eerbetoon
Naar Morrison is een diskgolfbaan in Holladay vernoemd, de Walter Frederick Morrison Disc Golf Course.

## Publicaties
- Flat Flip Flies Straight met Phil Kennedy (Wormhole Publishers, 2006).